# میترباخ ام ارلوفزی
میترباخ ام ارلوفزی (به آلمانی: Mitterbach am Erlaufsee) یک منطقهٔ مسکونی در اتریش است که در ناحیه لیلینفلد واقع شده‌است. میترباخ ام ارلوفزی ۶۱۵ نفر جمعیت دارد.